# Stroma (cytologie)
Pour les articles homonymes, voir Stroma.

Représentation simplifiée d'un chloroplaste situant le stroma, en jaune clair, entre la membrane interne du chloroplaste et la membrane des thylakoïdes.

En cytologie, le stroma est le fluide incolore qui entoure les thylakoïdes dans les chloroplastes des cellules végétales. C'est en son sein que se déroule la fixation du carbone par le cycle de Calvin de la photosynthèse ainsi que la transcription et la traduction du plastome, c'est-à-dire du matériel génétique des chloroplastes, ces derniers possédant leurs propres ribosomes.
Le pH du stroma augmente au cours de la photosynthèse en raison du pompage des protons vers le lumen des thylakoïdes sous l'effet de la lumière.